# Xohán Casal Pardo

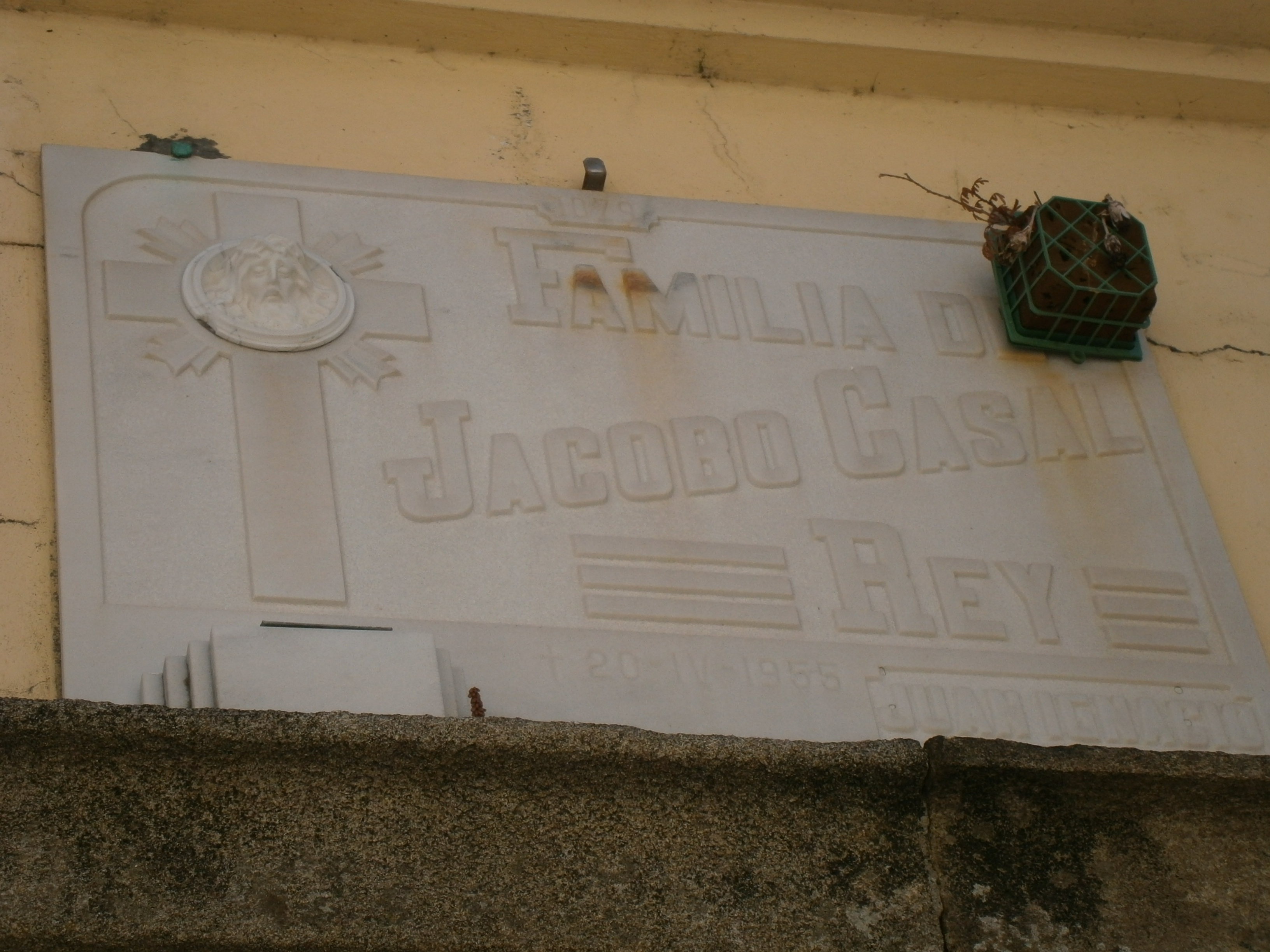
Tomba de Xohán Casal al cementiri de Santo Amaro da Coruña.

Xohán Casal Pardo, nascut a la Corunya a finals de 1935 i mort a la mateixa ciutat el 10 de gener de 1960, va ser un escriptor gallec.

## Trajectòria
Fill de Xacobe Casal Rey. Va estudiar estudis mercantils a la Corunya però els va deixar als tres anys per problemes de salut. Va conèixer l'obra de Castelao l'any 1956 i es va quedar genial amb la seva obra en castellà. Considerat l'iniciador de la Nova Narrativa Gallega, va escriure The Way Down, publicat l'any 1970 com a obra pòstuma amb pròleg del seu amic Reimundo Patiño. La malaltia cardíaca que va patir de petit i que el va portar prematurament a la tomba va condicionar la seva vida. La resta de la seva producció va romandre inèdita, llevat d'un article sobre Rosalía de Castro publicat a El Ideal Gallego.
El món dels contes de Casal està constantment dominat per la solitud i la mort. Hi apareixen elements simbòlics inquietants i opressius.

### Obra
- 1970: O camiño de abaixo, Ediciós do Castro. Amb portada de Luís Seoane.